# Fotboll i Georgien
Fotboll i Georgien styrs av den Georgiska fotbollsfederationen (GFF). GFF arrangerar både herr- och damlandslagen. Den moderna fotbollen introducerades i Georgien genom att engelska seglare kom till hamnen i Poti under början av 1900-talet.

## Inhemska tävlingar

### Ligor (herrar)
- Erovnuli Liga
- Erovnuli Liga 2
- Liga 3
- Liga 4

### Ligor (damer)
- Kalta liga, Damligan
- Kalta liga 2

### Cuper
- Davit Kipiani-cupen (georgiska cupen)
- Georgiska supercupen